# NGC 57

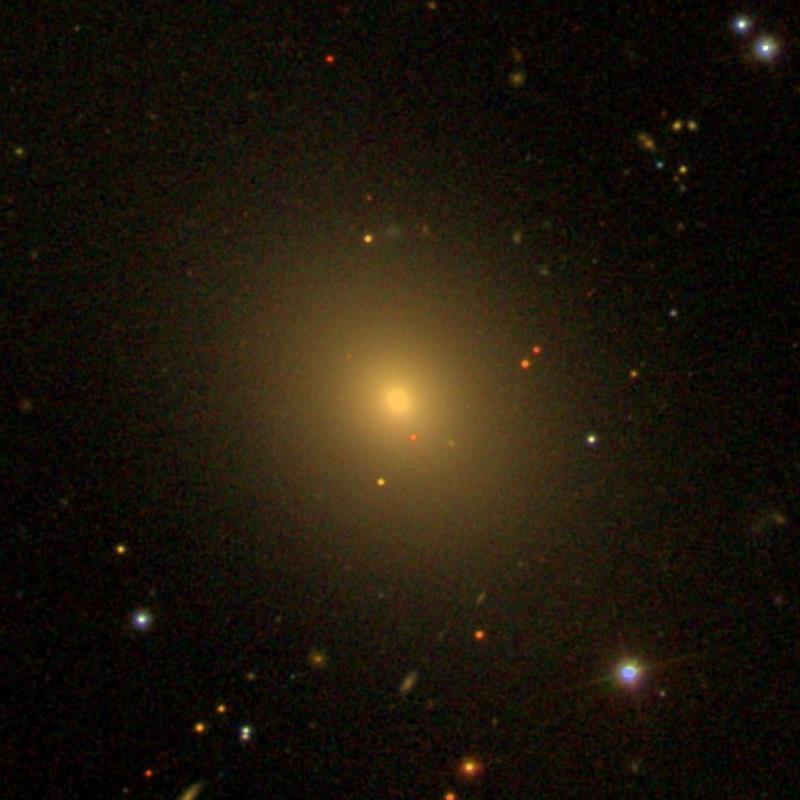
NGC 57

NGC 57是雙魚座的一個橢圓星系。星等為11.8，赤經為15分30.9秒，赤緯為+17°19'45"。在1784年10月8日首次被弗里德里希·威廉·赫歇爾發現。